# Раевка (Стерлибашевский район)
Раевка (баш. Раевка) — деревня в Стерлибашевском районе Республики Башкортостан Российской Федерации. Входит в состав Кабакушского сельсовета. 

## География

### Географическое положение
Стоит на южном берегу реки Кундряк.
Расстояние до:
- районного центра (Стерлибашево): 28 км,
- центра сельсовета (Кабакуш): 3 км,
- ближайшей ж/д станции (Стерлитамак): 75 км.

## Население
| 2002 | 2009 | 2010 |
| ---- | ---- | ---- |
| 63   | ↘49  | ↗53  |

Согласно переписи 2002 года, преобладающая национальность — русские (90 %).